# Salas e Corbatièrs
Salas e Corbatièrs (en francès Salles-Courbatiès) és un municipi del departament francès de l'Avairon, a la regió d'Occitània.

## Demografia
| 1962                                       | 1968 | 1975 | 1982 | 1990 | 1999 | 2006 |
| ------------------------------------------ | ---- | ---- | ---- | ---- | ---- | ---- |
| 412                                        | 435  | 348  | 345  | 354  | 383  | 391  |
| Des de 1962: població sense dobles comptes |      |      |      |      |      |      |

## Administració
| Període   | Identitat         | Partit |
| --------- | ----------------- | ------ |
| 1945-1947 | Pierre Tournemire |        |
| 1947-1963 | Georges Marcastel |        |
| 1963-1965 | Camille Mazenq    |        |
| 1965-1971 | Georges Savignac  |        |
| 1971-1977 | Julien Leygues    |        |
| 1977-2001 | Roger Miquel      |        |
| 2001-     | Gérard Marty      |        |